# Язовец (село)
Вижте пояснителната страница за други значения на Язовец.
Язовец е село в Североизточна България. То се намира в община Антоново, област Търговище.

## География
Разположено е полите на Стара Планина в североизточна България. Локално се намира в долина образувана от малка река.

## История
След Санстефански мирен договор, чрез който беломорска Тракия и Македония не са част от България, част от населението се преселва в настоящите български територии. Българското заселване на Язовец от преселници е основно от македонци и беломорски тракиици.
Територията на Язовец е била населена от турско население и селището се е казвало Кокръдже, преселниците са прогонили турското население и са разрушили джамиите и постройките и са построили селото на ново като българско такова.
Ако се вярва на легендите, преселниците са изклали турското население и поради миризмата на леш в долината са кръстили селото Язовец в аналогия с неприятната миризма на Язовеца.

## Религии
Православни християни

## Редовни събития
събор на селото
1. ↑  www.grao.bg